# Caso índice
En epidemiología, se llama caso índice, caso primario, caso inicial, paciente uno o paciente cero (del inglés patient zero) al primer caso que da lugar a la atención del investigador y origina una serie de acciones, visitas y pasos necesarios para conocer un foco de infección o un brote epidémico.
Puede ocurrir que el caso sea primario, coprimario o secundario dentro del foco, pero la definición está dada desde el punto de vista de la investigación epidemiológica. El caso índice tiene hasta cierto punto un carácter administrativo, porque corresponde al primer caso notificado a la autoridad sanitaria y conduce (indica) hacia un brote localizado.
La expresión paciente cero es usada habitualmente en casos como la pandemia de H1N1 en 2009, la epidemia de ébola en 2018 y la pandemia de COVID-19 de 2019-2022.
En medicina paciente cero se utiliza en enfermedades como la tuberculosis y en infecciones de transmisión sexual.[cita requerida]
En genética médica, caso índice se refiere al individuo en estudio. Es el individuo que busca atención médica en relación con su trastorno genético. Normalmente es la primera persona que reporta un desorden genético ante un experto, pero no es necesario que sea la primera persona en padecerlo dentro de la familia, ya que es posible que lo haya heredado de uno de sus ancestros. Señalando al caso índice es posible estudiar su relación familiar con otros individuos y establecer patrones de herencia de determinadas aflicciones mediante estudios de pedigrí.